# Tuyên truyền

Tuyên truyền là việc đưa ra các thông tin (vấn đề) với mục đích đẩy thái độ, suy nghĩ, tâm lý và ý kiến của quần chúng theo chiều hướng nào đấy mà người nêu thông tin mong muốn.
Mục tiêu tối hậu của tuyên truyền hiện đại không dừng lại ở thay đổi suy nghĩ hay thái độ của quần chúng, mà cần phải tạo hành động trong quần chúng. Tuyên truyền không chỉ lôi kéo cá nhân ra khỏi sự tin tưởng cũ, mà cần phải làm cá nhân đó tin mù quáng vào suy nghĩ mới và đưa đến hành động có lợi cho thế lực tuyên truyền. Cá nhân bị tuyên truyền sẽ mất khả năng lựa chọn và phản xạ tự nhiên, và từ đó sẽ làm những hành động với sự tin tưởng không cần bằng chứng cụ thể.

## Các loại tuyên  truyền
Tuyên truyền được dùng trong những mục đích: 
- Nâng cao ủng hộ của quần chúng:
  - Quảng cáo đề cao cá nhân hay tập đoàn
  - Giải thích những hành động của cá nhân hay tập đoàn
  - Tạo một thần tượng, hình mẫu anh hùng hay là tạo sự "nhất trí", đoàn kết giả tạo, định hướng dư luận
  - Kết nối bằng sự đề cao tinh thần dân tộc
- Hạ thấp đối phương:
  - Gợi nỗi lo sợ hay lòng căm phẫn của quần chúng về đối phương
  - Bôi nhọ đối phương

Đối tượng của tuyên truyền là quần chúng, nhưng phải là quần chúng có văn hóa và khả năng suy diễn. Tuyên truyền sẽ không có hiệu nghiệm nếu đối tượng thiếu học thức.
Những phương tiện tuyên truyền gồm có:
- Tin đồn truyền miệng

Năm 1927 Harold Lasswell, một trong những nhà nghiên cứu về tuyên truyền đầu tiên, định nghĩa về tuyên truyền là "mục đích duy nhất là điều khiển ý kiến bằng biểu tượng, hoặc tuyên bố mạnh dạn nhưng không chính xác, bằng truyện kể, tin đồn, báo cáo báo chí, hình ảnh và nhiều loại thông tin xã hội khác". Tin đồn thường bị xem là tin sai lạc (nguồn tin sai) hoặc tin nhảm (cố ý tung tin không thực từ chính quyền đến giới báo chí truyền thông).
- Truyền đơn

Truyền đơn phát tay hay thả từ máy bay là phương pháp thông tin tuyên truyền hữu hiệu. Trong chiến tranh, truyền đơn được tung vào những nơi đông dân cư trong phần đất của phe đối địch với thông tin làm lung lạc ý chí hoặc kêu gọi dân chúng nổi dậy, v.v...
- Bích chương và những biểu tượng nơi công cộng

Tuyên truyền bằng cách nhồi nhét thông tin hoặc lặp đi lặp lại các khẩu hiệu để củng cố suy nghĩ một chiều trong quần chúng. Các bích chương, biểu ngữ, tranh cổ động, tượng đài ghi công, v.v.... được dựng lên trưng bày lâu dài trên đường phố, công viên,... với mục đích nhắc nhở quần chúng về thành công và quyền lực của chính quyền, hoặc vĩ đại hóa lĩnh tụ. Ví dụ điển hình: Saddam Hussein, Joseph Stalin, Mao Trạch Đông, Hồ Chí Minh. 
- Diễn văn, Diễn hành

Nhà nước tổ chức các buổi diễn hành, tập họp đông đảo dân chúng vào một khu công cộng để nghe tuyên truyền. Lĩnh tụ nhà nước đọc diễn văn ca ngợi thành tích của mình, của nhà cầm quyền, đồng thời chỉ trích và đe dọa các suy nghĩ đối lập. Ngoài ra còn cho diễn hành quân đội, biểu dương lực lượng, khích lệ lòng yêu nước và căm thù đối phương trong quần chúng. Ví dụ: Hitler và buổi diễn binh tại Nürnberg năm 1935. Liên Xô, Cộng hòa Dân chủ Nhân dân Triều Tiên, Trung Quốc cũng từng tổ chức những buổi diễn binh tương tự. 
- Báo chí, TV, Radio, Internet

Các cơ quan truyền thông như báo chí, radio và website do nhà nước quản lý sẽ được xử lý truyền thông và đưa tin tức có lợi cho chính quyền, nêu cao thành tích nhưng đồng thời che giấu sai lầm của chính phủ. Ngay cả những cơ quan truyền thông độc lập cũng có thể bị nhà nước dùng trong tuyên tuyền. Kênh TV Fox News của Mỹ là một hãng thông tấn hoàn toàn tư nhân nhưng bị xem là thiên vị, ngả theo chiều hướng tuyên truyền có lợi cho chính phủ của tổng thống Bush. Khả năng đọc thông tin trên internet tại một số quốc gia có thể bị hệ thống tường lửa của nhà nước kiềm chế. 
- Phim ảnh, Văn nghệ, Nghệ thuật
- Hệ thống giáo dục

Thông tin tuyên truyền có lợi cho nhà nước có thể được giảng dạy trực tiếp trong các lớp học chính trị tại các trường mọi cấp. Sách vở tài liệu trong mọi môn học - nhất là lịch sử - đều có thể được biên soạn theo chiều hướng tuyên truyền. Ví dụ: hệ thống giáo dục của chính phủ kỳ thị Nam Phi.

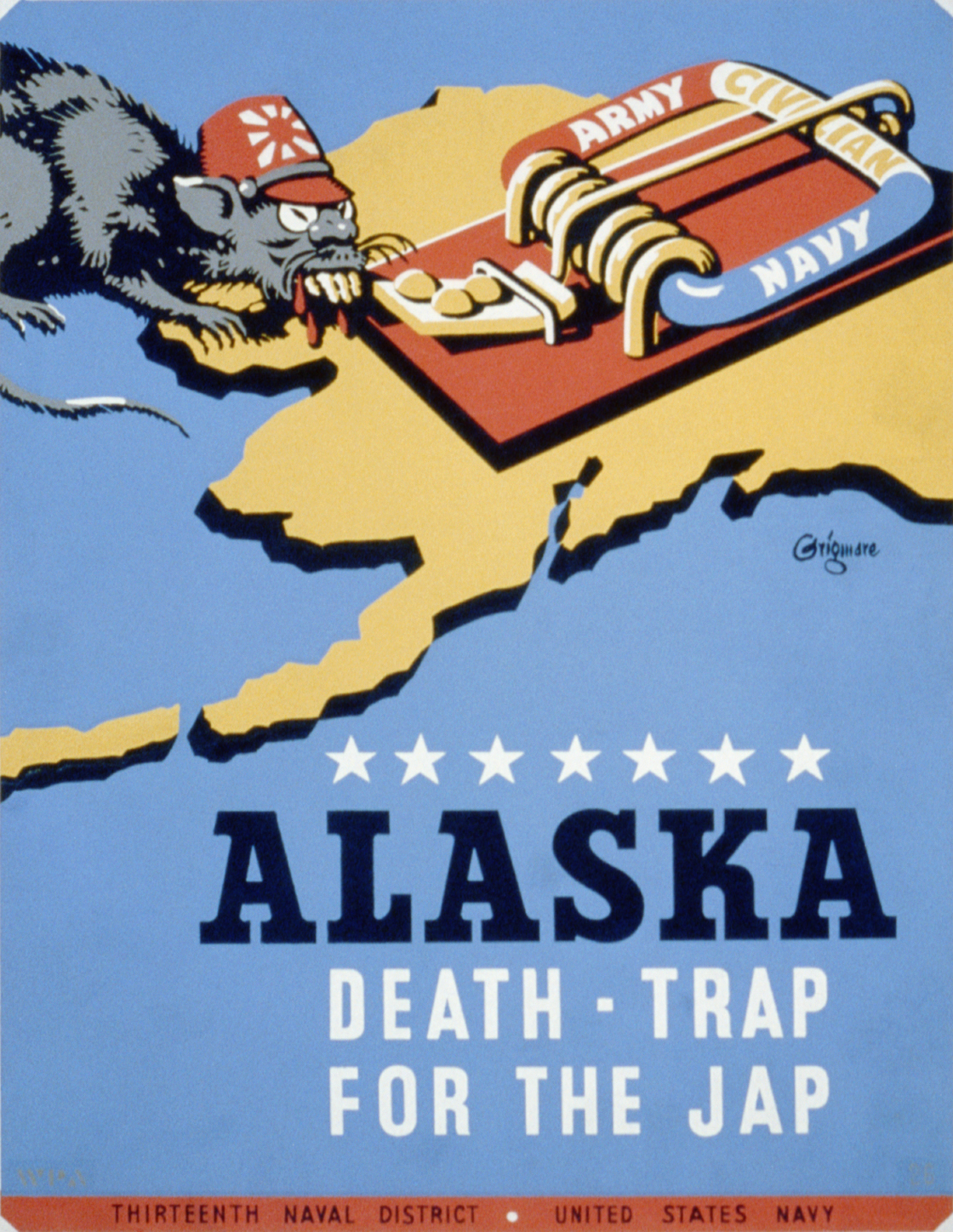
Bích chương Hải quân Hoa Kỳ lấy chuột cống tượng trưng cho Đế quốc Nhật Bản, dòm ngó lãnh thổ Alaska nhưng sắp bị bẫy của "Quân đội, Nhân dân và Hải quân" Mỹ.
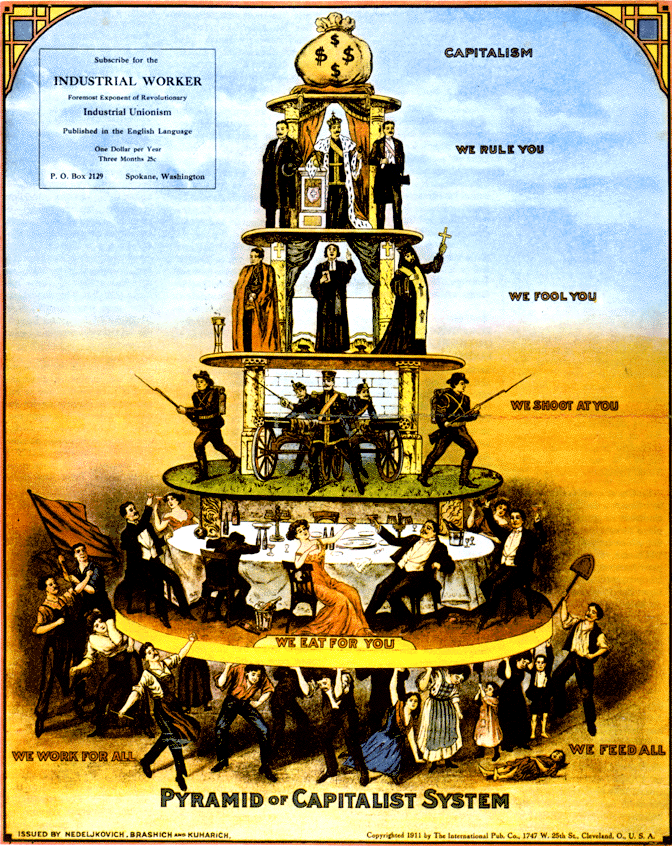
Tranh cổ động chống tư bản, miêu tả sự đàn áp và bóc lột của các giai cấp chủ nhân, tôn giáo dưới chế độ tư bản
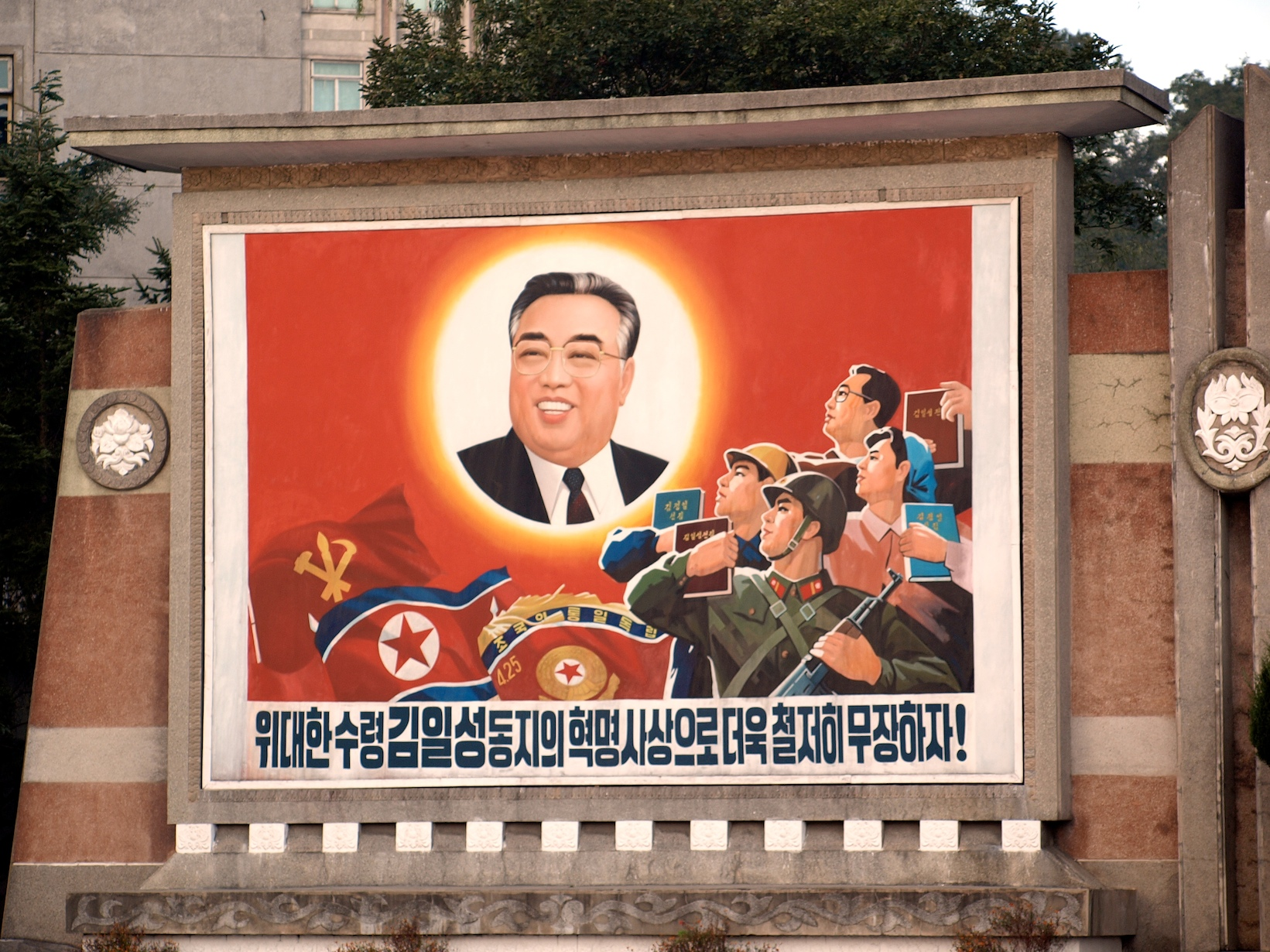
Tranh cổ động tại Bắc Triều Tiên

## Các kỹ thuật tuyên truyền

Tranh vẽ tâng bốc Napoleon lên ngang hàng với các danh nhân lịch sử Hannibal và Karl Đại Đế (tên khắc trên phiến đá)

Năm 1936 học viện nghiên cứu tuyên truyền (Institute for Propaganda Analysis (IPA)) của thương gia Hoa Kỳ Edward Filene đưa ra 7 kỹ thuật tuyên truyền thường thấy là:
- Hùa theo: khích lệ cá nhân đi theo mục đích của đám đông

Khi một cá nhân thấy một đám đông tập hợp với một mục đích chung, cá nhân đó dễ bị lôi kéo theo với suy nghĩ "Chẳng lẽ cả đám này sai?" (They can't all be wrong!). Ví dụ cụ thể nhất là nhân dân Đức trong thời kỳ Adolf Hitler phát triển chủ nghĩa quốc xã.
- Nhồi nhét: thiết lập thật nhiều dữ kiện thiên vị cho mục đích

Lập đi lập lại những dữ kiện một chiều để củng cố lòng tin trong quần chúng. Từ nhồi sọ dùng để chỉ phương pháp tuyên truyền làm thay đổi lâu dài, có thể của cả một thế hệ. Ví dụ: Phương pháp tuyên truyền dùng loa phát thanh liên tục lập đi lập lại đưa thông tin đến quần chúng.
- Hoa hòe: dùng từ ngữ to lớn, lòe loẹt để tạo chấn động tâm lý quần chúng

Trong cuộc Chiến tranh thế giới lần thứ nhất, giới chức Pháp với luận điệu xuyên tạc tâng trận chiến kinh hoàng Verdun làm chiến thắng của Pháp. Thực chất, đây là trận đánh bất phân thắng bại và quân Đức tiêu diệt được rất nhiều lính Pháp trong trận chiến này. Trong cuộc Chiến tranh thế giới lần thứ hai những thành ngữ tiếng Anh thông dụng trong tuyên truyền: 'Deserve Victory', 'Freedom is in Peril. Defend it with all your Might', 'Socialism the only Solution', 'Expropriate the Expropriators', 'Austerity', 'Evolution not Revolution', 'Peace is Indivisible', 'Hands off Russia', 'Make Germany Pay', 'Stop Hitler', 'No Stomach Taxes', 'Buy a Spitfire', 'Votes for Women'. Ngoài ra còn có sáo ngữ hô hào, 'Go to it', 'Dig for Victory', 'It all depends on ME', hoặc những từ gây ấn tượng của Winston Churchill như 'the end of the beginning', 'soft underbelly', 'blood, toil, tears, and sweat' và 'never was so much owed by so many to so few'.
- Chửi bới: hạ nhục, mạ lị đối phương
- Thường dân: đưa hình ảnh của mình như là một người đơn giản để tạo lòng tin và thân thiện với quần chúng
- Chứng thực: dùng hình ảnh hay trích lời của một nhân vật nổi tiếng để đánh bóng cá nhân mình

Ví dụ: Các diễn viên điện ảnh nổi tiếng được mời lên tiếng ủng hộ cho các ứng cử viên tổng thống Hoa Kỳ.
- Tương đương: so sánh mình với những cá nhân khác từng được quần chúng tin tưởng.

Napoleon Bonaparte là một nhà độc tài chú trọng rất nhiều vào tuyên truyền để chiêu dụ quần chúng. Tranh vẽ thần thánh hóa ông được trưng bày nhiều nơi. Tuy ông chỉ cao chưa tới 1.7m, tranh vẽ về ông thường phóng đại kích thước của mình. Quốc trưởng Adolf Hitler cũng luôn luôn tự coi ông là người kế tục của vị vua - chiến binh vĩ đại Friedrich II Đại Đế nước Phổ. Dù thế, Friedrich II Đại Đế là bậc anh quân đức độ do đó sự tuyên truyền này là sai lệch lịch sử, thực chất Nhà nước của Hitler cũng không giống với Nhà nước của vị vua - chiến binh xưa.

## Ngày nay
Hầu hết các hệ thống chính trị ở các quốc gia đều sử dụng tuyên truyền. Điều này đặc biệt được sử dụng ở những vùng có nguy cơ bùng nổ xung đột và bất ổn.

### Quốc tế

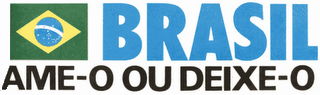
Slogan: Brasil - hãy yêu hay là rời khỏi

Quảng cáo đã trở thành hình thức hình thức tuyên truyền phổ biến nhất trên thế giới để các tập đoàn và công ty quảng bá hình ảnh của mình cho mọi người với nhiều hình thức khác nhau. Từ các tờ rơi nhỏ bé cho đế các panel to đùng khắp nơi và từ khi internet ra đời thì việc quảng cáo ngày càng phát triển khi nó không có giới hạn về biên giới hay khu vực.

### Trung Quốc

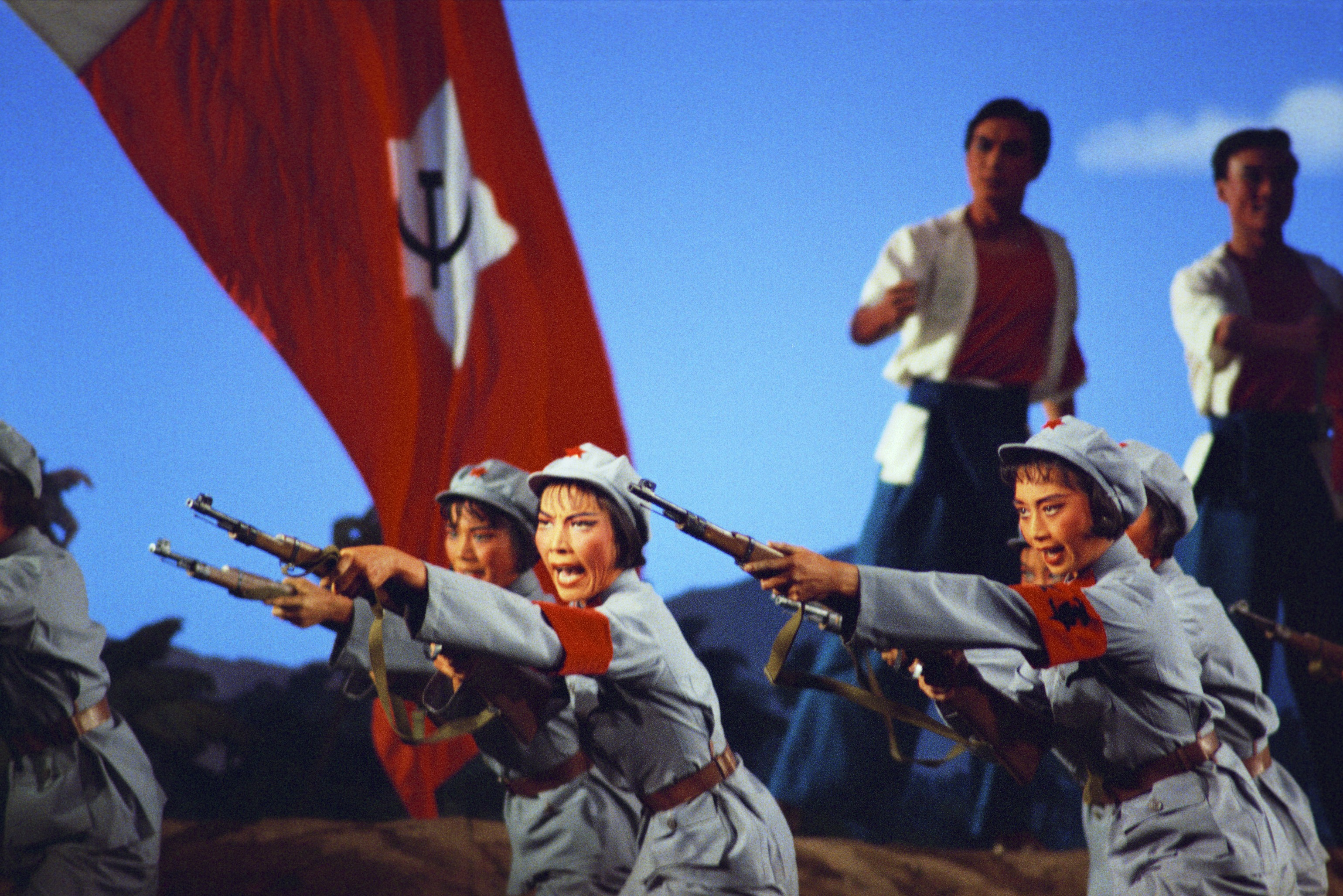
Vở ballet mang tính cách mạng thời Cách mạng văn hóa

Lần đầu tiên kể từ năm 1949 chính phủ Bắc Kinh Cộng Hòa Nhân dân Trung Hoa đã cho phép các phóng viên trong và ngoài nước lên Tân Cương để đưa tin giải thích về các vụ bạo động tại vùng này.
Từ năm 2005, Bộ Giáo dục Trung Quốc triển khai hệ thống kiểm duyệt thông tin các diễn đàn, xuất phát từ một sáng kiến của Chi bộ Đảng ở Đại học Nam Kinh về việc thuê một nhóm sinh viên làm việc bán thời gian để bình luận trên các diễn đàn với nội dung thân Đảng và phản bác lại những quan điểm không có lợi. Mô hình này sau đó được các cấp lãnh đạo cao nhất chấp thuận, đã nhanh chóng lan ra các trường đại học cũng như các tổ chức Đảng và trở nên phổ biến trong cả nước.
Chính phủ Cộng hòa Nhân dân Trung Hoa thuê nhiều người (ở trung ương và địa phương) hoặc Đảng Cộng sản thuê để đưa các thông tin ủng hộ chính của Đảng nhằm định hình và hướng dẫn dư luận trên các diễn đàn Internet. Các dư luận viên được trả 5 hào cho một bình luận mang tính hướng dư luận ra xa các phê phán đảng hoặc các nội dung nhạy cảm trên các website trong nước, hệ thống diễn đàn hoặc chat room, hoặc đưa các thông tin ủng hộ đảng Cộng sản. Để gọi chung những người làm công việc đăng bình luận trên mạng, người Trung Quốc gọi là 網絡評論員 (Võng lạc bình luận viên), ngoài ra còn có những tên gọi khác không chính thức như 五毛党 (Ngũ mao đảng) hay là "Redguard" (Hồng vệ quân hay là Hồng vệ binh)
.

### Bán đảo Triều Tiên
Cộng hòa Dân chủ Nhân dân Triều Tiên, đứng đầu là Đảng Lao động Triều Tiên, giữa năm 2009 đã cho chiếu hình ảnh từ đài truyền hình Hàn Quốc trên sóng truyền hình nhà nước. Tuy nhiên, chính phủ nước này đã lựa chọn và biên tập cẩn thận để củng cố cho đường lối tuyên truyền rằng Hàn Quốc là một nơi khốn khổ.
Ngược lại, Hàn Quốc cũng thường xuyên đưa ra các cáo buộc rằng Triều Tiên là một quốc gia nghèo khổ, người dân thất học với nạn đói giết chết hàng triệu người, dù điều này chưa bao giờ được kiểm chứng.

### Việt Nam
Đảng Cộng sản Việt Nam có một hệ thống rất lớn từ Trung ương tới địa phương để tuyên truyền, tất cả nằm dưới sự chỉ huy của Ban Tuyên giáo và Dân vận Trung ương. Chính phủ nước Cộng hòa Xã hội Chủ nghĩa Việt Nam ra Nghị quyết 36 với chủ trương giáo dục văn hóa tuyên truyền nhằm mục đích tạo thay đổi ý thức chính trị của Việt kiều ở nước ngoài. Họ biết rằng đa số những người Việt này (nhất là những người di cư sang Mỹ) sở dĩ phải ở nước ngoài vì họ hay cha anh họ muốn trốn tránh chính phủ Cộng sản sau 1975, việc tuyên truyền nhằm mục đích làm thay đổi cái nhìn thù địch của những người này với hệ thống chính trị trong nước.

### Hoa Kỳ
Sau vụ khủng bố 11 tháng 9, chính quyền Hoa Kỳ cũng ra sức tuyên truyền kích động quần chúng Mỹ ủng hộ những cuộc tấn công vũ trang vào các nước Trung Đông (đặc biệt là Afghanistan) để tiêu diệt mầm mống thế lực khủng bố. Tiếp đến, trong tiến trình mở rộng chiến cuộc vùng vịnh, Hoa Kỳ đưa ra trước Liên Hợp Quốc những bằng chứng giả tạo cho thấy Iraq đang phát triển vũ khí hủy diệt hàng loạt. Sau khi quân đội Mỹ và đồng minh tấn công Iraq thành công và chiếm được Iraq họ mới phải thú nhận rằng những dữ kiện này sai lạc.
Luật pháp Hoa Kỳ cấm phát mọi các tuyên truyền trực tiếp tới dân Hoa Kỳ, theo đạo luật năm 1948, nhằm ngăn các thông tin chống cộng sản và các thông tin tuyên truyền khác vào nước Mỹ kể cả của chính phủ Hoa Kỳ. Trong cuộc chiến tại Iraq, Mỹ có thực hiện việc tuyên truyền mang tính ủng hộ chiến tranh. Trong cuộc chiến chống khủng bố Al Queda thế kỷ 21 của Hoa Kỳ xảy ra, Mỹ cũng thực hiện việc tuyên truyền trên toàn thế giới, thông qua internet và từ đó các thông tin sẽ gửi ngược về Hoa Kỳ cho công chúng. Có hai nghị sĩ Hoa Kỳ đang cố gắng hợp pháp hóa việc tuyên truyền ngay trong nước để tiện cho việc định hướng dư luận vì luật tuyên truyền cũ đang làm việc này trở nên rắc rối khi luôn phải phá luật. Văn phòng trách nhiệm chính phủ Hoa Kỳ thì đã thực hiện các tuyên truyền cho dân chúng theo cách trả tiền cho bên thứ ba ra báo cáo và các phương tiền truyền thông sẽ lặp lại các báo cáo này. Mỗi năm ước tính Hoa Kỳ đã dùng 4 tỷ đô cho việc điều hướng dư luận trong nước và tổng chi thêm khoảng 202 triệu cho việc này cho hai cuộc chiến trong năm 2012 sau khi giảm được từ 580 triệu năm 2009.
Quân đội Hoa Kỳ đã thuê các nhà báo trực tuyến và thiết lập các trang web tại khu vực châu Âu, châu Phi và Trung Đông... vì luật Hoa Kỳ không cấm tuyên truyền bên ngoài lãnh thổ và dân Hoa Kỳ có thể dùng mạng để vào các trang web ở khu vực ngoài Hoa Kỳ này. Quân đội Hoa Kỳ cũng đã ký hợp đồng với một công ty tư nhân để phát triển một phần mềm chuyên dụng giá trị 2.76 triệu đô theo đó người tung thông tin tuyên truyền bao gồm cả thông tin thân Hoa Kỳ lên mạng, dò tìm và chống các thông tin khủng bố hay các thông tin bất lợi cho Hoa Kỳ khác mà không sợ bị phát hiện thân phận thật. Phần mềm này bị báo chí phê phán là có thể ngăn chặn việc tự do thông tin giống công việc mà Trung Quốc đang thực hiện. Theo các sĩ quan cấp cao Hoa Kỹ, đây là chương trình chống khủng bố quan trọng, do thám tình báo để tìm ra các thành phần khủng bố và tuyên truyền khủng bố, các đối tượng thu nạp người đánh bom cảm tử.

### Thế giới Hồi giáo
Tại nhiều nước Hồi Giáo, nhất là những nhóm tôn giáo cực đoan, tư tưởng chống phương Tây (nhất là Mỹ và Israel) được tích cực tuyên truyền. Những quốc gia phương Tây bị cho là đang "tấn công các giá trị của đạo Hồi" cả bằng văn hóa lẫn quân sự, và người Hồi Giáo phải "thánh chiến" để chống lại "những kẻ ngoại đạo". Những người chết trong chiến đấu được coi là "tử vì đạo" và sẽ được ca tụng, các hình thức đấu tranh có thể bao gồm cả những hành động tấn công dân thường có chủ đích vốn bị lên án.